# Lycianthes francisci
Lycianthes francisci är en potatisväxtart som beskrevs av Benítez. Lycianthes francisci ingår i Himmelsögonsläktet som ingår i familjen potatisväxter. Inga underarter finns listade i Catalogue of Life.